# Woodchurch (Merseyside)
Woodchurch – wieś w Anglii, w hrabstwie ceremonialnym Merseyside, w dystrykcie metropolitalnym Wirral. Leży 8 km na południowy zachód od centrum Liverpool i 289 km na północny zachód od Londynu. W 2001 miejscowość liczyła 8400 mieszkańców.